# Kafr Aja
Kafr Aja (arab. كفر عايا) – miejscowość w Syrii, w muhafazie Hims. W 2004 roku liczyła 6918 mieszkańców.